# Tavan Bogd
De Tavan Bogd (Mongools: Таван богд, letterlijk: vijf heiligen) is een bergmassief met vijf bergtoppen in het Altajgebergte. De Hüjtenpiek, de hoogste van de vijf belangrijkste pieken, is gelegen op de grens van China en Mongolië. De berg heeft een hoogte van 4374 meter boven de zeespiegel en is daarmee het hoogste punt van Mongolië. De op een na hoogste piek van de Tavan Bogd, de Nairamdalpiek, 2,45 km noordelijker gelegen, vormt het drielandenpunt van China, Mongolië en Rusland.
De belangrijkste pieken van de Tavan Bogd zijn:
| naam          | hoogte (meter) |
| ------------- | -------------- |
| Hüjtenpiek    | 4374           |
| Nairamdalpiek | 4180           |
| Bürgedpiek    | 4068           |
| Malchinpiek   | 4050           |
| Olgiipiek     | 4050           |

Het bergmassief ligt in het meest westelijke punt van Mongolië, in de Mongolische ajmag Bajan-Ölgi. In China ligt het bergmmassief in de prefectuur Altaj, van de autonome regio Xinjiang, in het uiterste noordnoordwesten van het land. In Rusland ligt het bergmassief in het uiterste zuiden van de Russische autonome republiek Altaj, in het gemeentelijk district Kosj-Agatsjski. De bergketen begrenst daar het hoogland van het Oekokplateau. De Nairamdalpiek is het op twee na hoogste punt van Siberië, na de vulkaan Kljoetsjevskaja Sopka op het schiereiland Kamtsjatka en de Beloecha, onderdeel van hetzelfde Altajgebergte, en ruim 100 km westelijker van de Nairamdalpiek, op de grens met Kazachstan. De Nairamdalpiek vormt een grenspunt van het UNESCO Werelderfgoed als onderdeel van de Gouden bergen van Altaj gezien het Oekokplateau een van de drie geselecteerde zones van deze inschrijving is.
De dominantie van 115,33 km van de Hüjtenpiek geeft de afstand in vogelvlucht tot de top van de Beloecha aan, op de grens van Rusland en Kazachstan.